# Larry McMahon
Lawrence „Larry“ McMahon (* 18. Januar 1929 in Dublin; † 16. Februar 2006 in Tallaght, Dublin) war ein irischer Politiker der Fine Gael. 

## Biografie
McMahon wurde bei der Nachwahl für den zurückgetretenen Kevin Boland im Wahlkreis Dublin County South als Teachta Dála (Abgeordneter) in den Dáil Éireann gewählt. Diesen Sitz konnte er auch bei den Wahlen 1973 halten. Bei den Wahlen 1977 waren die Wahlkreise neu zugeschnitten worden, sodass McMahon im Wahlkreis Dublin County Mid antrat. Aber auch dort konnte er genügend Stimmen für einen Sitz erringen. Und selbst bei dem nächsten Neuzuschnitt wurde er im Wahlkreis Dublin South-West bei den Wahlen 1981 gewählt. Bei den nachfolgenden Wahl im Februar 1982 konnte er den Sitz halten. Bei den Wahlen im November 1982 verlor er dann aber seinen Sitz und wurde stattdessen über die Arbeitsliste in den Seanad Éireann gewählt. Den Sitz im Seanad Éireann konnte er bei den Wahlen 1987 und 1989 halten. Erfolglos versuchte er aber in den Jahren 1987 und 1989 in den Dáil gewählt zu werden. 1993 schied er dann aus dem Seanad Éireann aus.
McMahon hatte mit seiner Frau Ursula, die ein Jahr vor ihm verstarb, sechs Kinder.